# Sentimental (pel·lícula)
Sentimental és una pel·lícula còmica espanyola de 2020 dirigida per Cesc Gay. És una adaptació de l'obra de teatre del mateix autor Els veïns de dalt. La pel·lícula va recaptar 648,622 €. S'ha doblat al català.

## Argument
En Juli (Javier Cámara) i l'Ana (Griselda Siciliani) són una parella en crisi que passa el temps barallant. Aquesta nit l'Ana ha decidit convidar a sopar als seus veïns de dalt, en Salva (Alberto San Juan) i la Laura (Belén Cuesta), malgrat que en Juli no té bona opinió d'ells i el molesta que facin massa soroll durant les seves relacions sexuals. Al llarg de la nit, es van revelant diversos secrets que la parella no s'havia explicat.

## Repartiment
- Belén Cuesta - Laura
- Javier Cámara - Juli
- Alberto San Juan - Salva
- Griselda Siciliani - Ana

## Rebuda

### Crítica
Les crítiques han estat positives. Juan Pando de Fotogramas la descriu com "una cinta que sedueix amb paraules", Oti Rodríguez d'ABC diu que "els actors broden i esmolen la seva ànima de clixé" i la pàgina Cineuropa opina que "ha ficat en dit en la nafra de les mesquineses i neurosis que acaben malmetent qualsevol tipus de relació".

### Taquilla
La pel·lícula va aconseguir recaptar 104,519 € de 115 cinemes. En el seu segon cap de setmana, la pel·lícula va ascendir un 11% per a sumar 115,015 € més de 200 cinemes. En el seu tercer cap de setmana va descendir un 45% per a col·locar-se amb 61,756 € de 159 cinemes. I en el seu quart cap de setmana la pel·lícula va sumar altres 37,733 € de 150 cinemes.

### Doblatge
L'1 de juny de 2022 es va estrenar la versió doblada en català a TV3; amb una audiència de 228.000 espectadors (11,4% de quota de pantalla), va ser el més vist de la nit a Catalunya.

## Premis
| Premis                   | Categoria                                | Nominada                                     | Resultat  |
| ------------------------ | ---------------------------------------- | -------------------------------------------- | --------- |
| Premis Goya              | Millor pel·lícula                        | Millor pel·lícula                            | Nominada  |
| Premis Goya              | Millor guió adaptat                      | Cesc Gay                                     | Nominat   |
| Premis Goya              | Millor actor                             | Javier Cámara                                | Nominat   |
| Premis Goya              | Millor actor secundari                   | Alberto San Juan                             | Guanyador |
| Premis Goya              | Millor actriu revelació                  | Griselda Siciliani                           | Nominada  |
| Premis Feroz             | Millor pel·lícula de comèdia             | Millor pel·lícula de comèdia                 | Nominada  |
| Premis Feroz             | Millor direcció                          | Cesc Gay                                     | Nominat   |
| Premis Feroz             | Millor actor protagonista                | Javier Cámara                                | Nominat   |
| Premis Feroz             | Millor actor de repartiment              | Alberto San Juan                             | Nominat   |
| Premis José María Forqué | Millor actor                             | Javier Cámara                                | Guanyador |
| Premis Gaudí             | Millor pel·lícula en llengua no catalana | Millor pel·lícula en llengua no catalana     | Nominada  |
| Premis Gaudí             | Millor direcció                          | Cesc Gay                                     | Nominat   |
| Premis Gaudí             | Millor guió                              | Cesc Gay                                     | Nominat   |
| Premis Gaudí             | Millor protagonista masculí              | Javier Cámara                                | Nominat   |
| Premis Gaudí             | Millor direcció artística                | Anna Pujol                                   | Nominada  |
| Premis Gaudí             | Millor actor secundari                   | Alberto San Juan                             | Guanyador |
| Premis Gaudí             | Millor vestuari                          | Anna Güell                                   | Nominada  |
| Premis Gaudí             | Millor so                                | Albert Gay, Irene Rausell i Yasmina Praderas | Nominats  |